# Gajendra Kumar Ghose

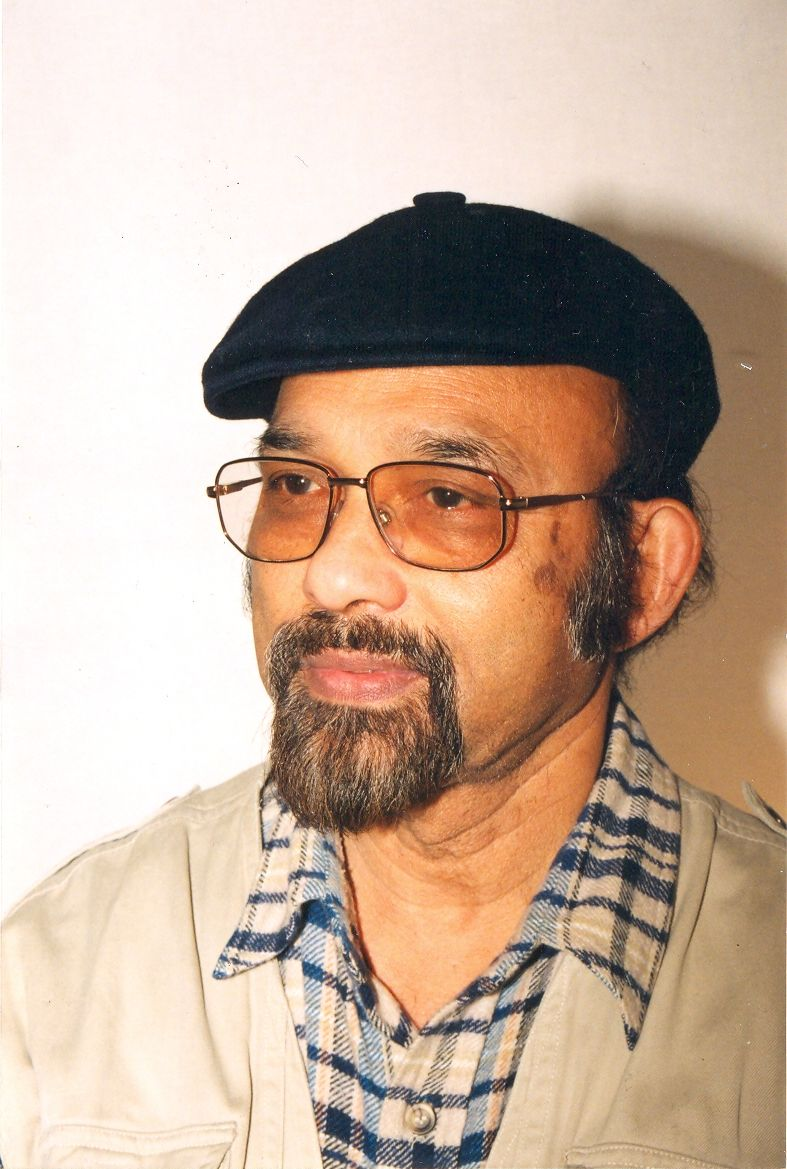
Gajendra Kumar Ghose

Gajendra Kumar Ghose, född 1933 i Nitrakona, nuvarande Bangladesh, är en författare som skriver på bengali. Eftersom han tillhörde en minoritet i dåvarande Östpakistan bosatte han sig i Indien efter en teknisk utbildning. 1961-64 var Ghose bosatt i Tyskland. Därefter kom han till Sverige och varit anställd på BP-oljeraffinaderi. Ghose skriver på bengali för tidningar och tidskrifter i Indien och Bangladesh. Han startade en egen litterär bengalisk tidskrift 1981, nuvarande Uttarapath.
Har erhållit the Golden Prize of World Poetry Association 2005 i Dhaka.